# 甘露の法雨
甘露の法雨（かんろのほうう）は、生長の家の経典で「聖経」と冠される。昭和初期、生長の家の創始者である谷口雅春が「神の啓示を受けて霊感的に著した」と主張する著作物。

## 発刊停止問題
公益財団法人生長の家社会事業団及び生長の家本流運動の出版部門である光明思想社が、生長の家系の出版社である日本教文社が出版していた『生命の實相』、『聖経 甘露の法雨』に対し、著作権侵害による発刊差し止めと損害賠償の訴訟を起こした。知的財産高等裁判所は2016年2月24日に、生長の家社会事業団側の主張を容れ、発刊の停止（書籍の廃棄）、20万円の支払いを命じた。